# Transport membranar
În biologie celulară, transportul membranar se referă la totalitatea proceselor sau mecanismelor care au legătură cu trecerea substanțelor dizolvate cum sunt ionii și moleculele mici prin membrane. Poate fi activ sau pasiv. 

## Tipuri

### Transport activ
Transportul activ se face contra sensului gradientului de concentrație sau a gradientului electrochimic- adică a sensului spontan de difuzie– din regiunea unde concentrația atomilor sau a moleculelor este mai mică în regiunea unde concentrația lor este mai mare. Acest transport solicită consum de energie și este realizat de proteine-transportatoare speciale.
Moleculele de dimensiuni mari (proteinele, lipidele, acizii nucleici) nu pot trece direct prin plasmalemă, transportul lor realizându-se pe calea endocitozei. Endocitoza particulelor solide este numita fagocitoză, iar a lichidelor – pinocitoză. Evacuarea particulelor solide este o fagocitoză negativă, iar a lichidelor – pinocitoză negativă. Acest procedeu este numit exocitoză.

### Transport pasiv
Transportul pasiv se realizează după gradientul de concentrație – din regiunea unde concentrația atomilor sau a moleculelor este mai mare în regiunea unde concentrația lor este mai mică. Acest transport nu necesită consum de energie și are loc pe calea difuziunii simple sau a difuziunii facilitate. Difuziunea simplă se realizează prin porii formați de molecule proteice sau cu participarea componentelor lipidice ale membranei. Difuziunea facilitată este asigurată de proteinele-transportatoare din membrană, care se leagă selectiv cu anumiți ioni sau molecule, transportându-le prin membrană.
Difuziunea apei se numește osmoză. În cazul în care concentrația soluției din afara celulei este mai mica decât în celulă, apa părăsește celula. În acest caz, volumul vacuolelor, parțial al citoplasmei, se micșorează și citoplasma parietală se îndepartează de membrană. Acest fenomen este numit plasmoliză. Dacă celula plasmolizată este pusă în apă, aceasta va pătrunde în celulă, restabilind volumul ei inițial. Fenomenul este numit deplasmoliză.